# Megachile bioculata
Megachile bioculata är en biart som beskrevs av Pérez 1902. Megachile bioculata ingår i släktet tapetserarbin, och familjen buksamlarbin. Inga underarter finns listade i Catalogue of Life.